# Envikens distrikt
Envikens distrikt är ett distrikt i Falu kommun och Dalarnas län. Distriktet ligger omkring Enviken i östra Dalarna.

## Tidigare administrativ tillhörighet
Distriktet inrättades 2016 och utgörs av Envikens socken i Falu kommun.
Området motsvarar den omfattning Envikens församling hade vid årsskiftet 1999/2000.

## Tätorter och småorter
I Envikens distrikt finns två tätorter och två småorter.

### Tätorter
- Enviken
- Övertänger

### Småorter
- Klockarnäs
- Marnäs